# Lima Centro de Convenciones
El Lima Centro de Convenciones o Centro de Convenciones 27 de Enero, es un centro de convenciones ubicado en el distrito de San Borja, en la ciudad de Lima, capital del Perú. Está situado alrededor del Museo de la Nación y la Biblioteca Nacional, en un área de 10.884 metros. Fue inaugurado el 1 de octubre de 2015.
El complejo tiene la capacidad para albergar alrededor de 10 mil personas, cuenta con 18 salas y cuatro niveles de sótanos y 4 pisos de auditorio. Además, formó parte del complejo de San Borja, a lado del Complejo Administrativo del Sector Público Pesquero y el Gran Teatro Nacional, donde se realizó el foro APEC Perú 2024.

## Construcción
La obra fue anunciada en el 2012. En enero de 2014, fue licitada a la empresa OAS. El 14 de abril, se da inicio la construcción del edificio, la cual según se informa en los medios tuvo pagos ilícitos de parte de dicha constructora. El costo total del proyecto se estima en S/.534 millones. El 4 de septiembre, el ministro de Vivienda informó el avance de la construcción de la estructura en un 50 % y estimó que terminara antes de julio de 2015. En agosto se informó el avance en un 85 % y fue inaugurado el 1 de octubre de 2015. El 8 de octubre de 2014, se abrió la convocatoria del concurso para la operación de Centro de Convenciones de Lima, pero no se llegó a realizar.
Según la Asociación Internacional de Congresos y Convenciones (ICCA), el gasto medio de los participantes en grandes eventos es de 450 dólares estadounidenses al día (habitualmente son personas que viajan durante tres o cuatro noches). Sin embargo, el edificio aún no tiene operador, por lo que no se utiliza en su totalidad. El Ministerio de Vivienda, Construcción y Saneamiento (MVCS) tiene previsto iniciar la licitación en el segundo trimestre de 2020 en colaboración con Pro-Inversión.

## Acontecimientos

### 2015
En 2015, albergó la Junta Anual de Gobernadores del Banco Mundial (BM) y del Fondo Monetario Internacional (FMI)

### 2016
En 2016, albergó:
- La cumbre del Foro de Cooperación Económica Asia-Pacífico - APEC
- El Décimo Congreso Internacional de Rehabilitación Oral de la Sociedad Peruana de Prótesis (26-28 de mayo de 2016) www.lima2016.com
- Segundo Foro Mundial de Turismo Gastronómico[13][14]

### 2017
En 2017, albergó:
- La 130.ª Sesión del Comité Olímpico Internacional donde se escogerá la sede de los Juegos Olímpicos de 2024.
- La APC, congreso de turismo en el Perú llamado Around Peruvian Country.
- La XXXII Conferencia Interamericana de Contabilidad.
- El V Congreso Internacional de Telecomunicaciones TELCON UNI 2017, Organizado por el Centro Cultural de Telecomunicaciones de la Universidad Nacional de Ingeniería.

### 2018
En 2018, albergó:
- VIII Cumbre de las Américas.

### 2019
En 2019, albergó:
- Sede del Centro Internacional de Transmisión (IBC) y del Centro Principal de Prensa (MPC) de los Juegos Panamericanos y Parapanamericanos de Lima 2019.
- Sede de Esgrima durante los Juegos Panamericanos de 2019
- Sede del Encuentro Internacional Virtual Educa Perú 2019, sobre innovación educativa para el desarrollo y la inclusión, del 5 al 8 de noviembre.

### 2024
En 2024, albergó:
- APEC Perú 2024